# Tempietto del Clitunno
Tempietto del Clitunno niewielki kościół w formie świątyni rzymskiej, znajduje się w gminie Campello sul Clitunno, w wiosce Pissignano, na zboczu wzgórza San Benedetto z widokiem na dolinę Spoleto. Uważany za jeden z najciekawszych zabytków wczesnośredniowiecznych w Umbrii, jest jednym z obiektów sztuki i architektury longobardzkiej we Włoszech, które zostały umieszczone na prestiżowej liście światowego dziedzictwa UNESCO jako jedno z siedmiu miejsc kategorii: Longobardowie we Włoszech. Ośrodki władzy, 568 – 774 n.e.
Miejsce to opisał Pliniusz Młodszy. Kościół zbudowano z elementów architektonicznych z epoki rzymskiej, być może z poprzedniego sanktuarium boga Clitumnusa (utożsamianego z Jowiszem), ma kształt klasycznej świątyni: spoczywa na wysokim podium z frontem składającym się z czterech kolumn korynckich, który wspiera belkowanie z napisem dedykującym kościół „Bogu aniołów”. Wnętrze, do którego prowadzą boczne schody, ma absydę ze złożoną dekoracją, w której łączą się rzeźby reliefowe (pierwotnie malowane) i freski o tematyce chrześcijańskiej (błogosławieństwo Chrystusa, św. Piotra, św. Pawła, anioły z krzyżem), datowane na VIII wiek. Niewielkie tabernakulum pośrodku absydy także wykorzystuje elementy rzeźbiarskie z pierwszego wieku. Pierwotnie uważany za rzymską świątynię, budynek datowano różnie, początkowo na IV-V wiek jako kościół poświęcony San Salvatore. Ostatnie badania pozwoliły jednak określić powstanie budynku na epokę longobardzką, między początkiem VII i końcem VIII wieku.

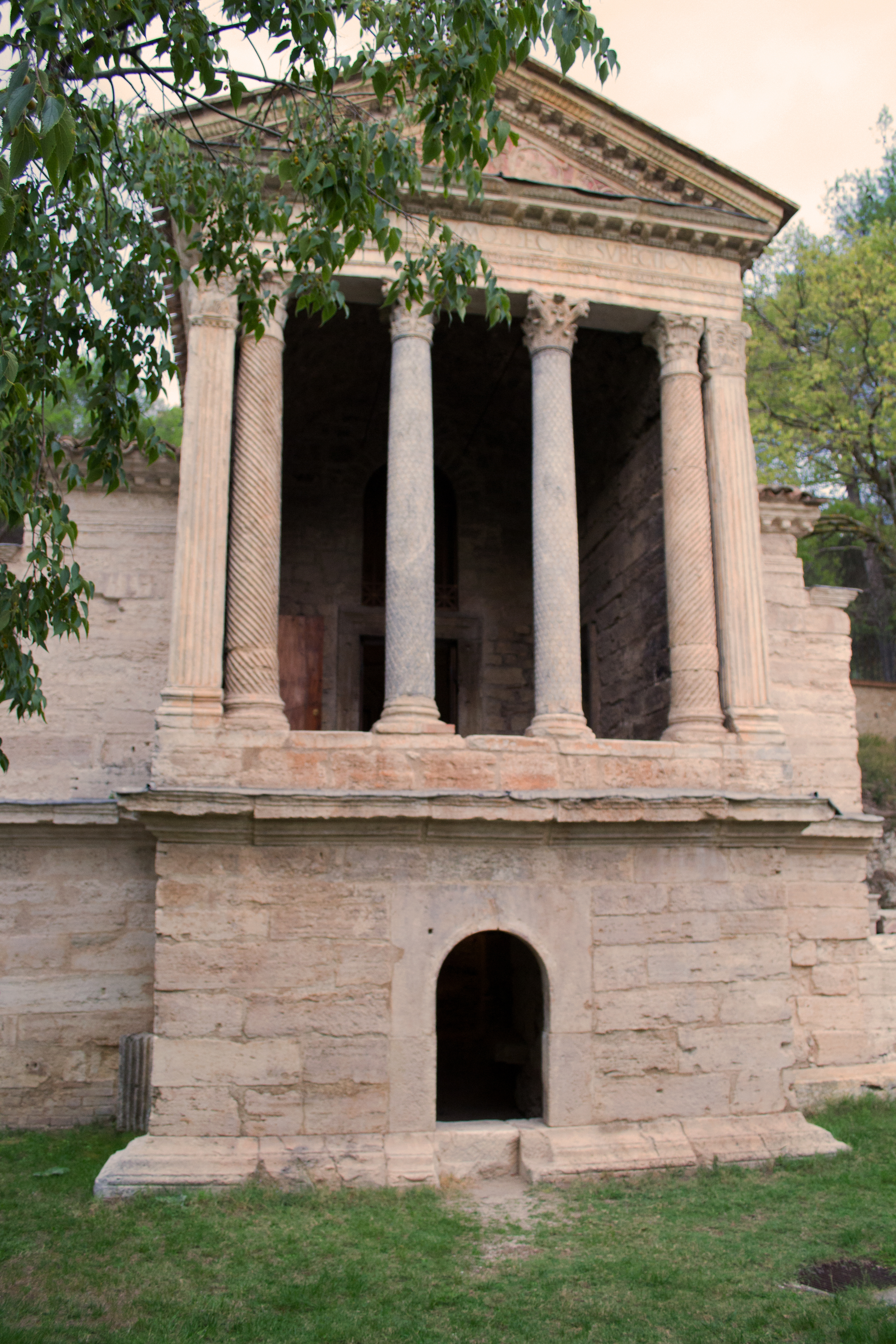
Widok frontalny
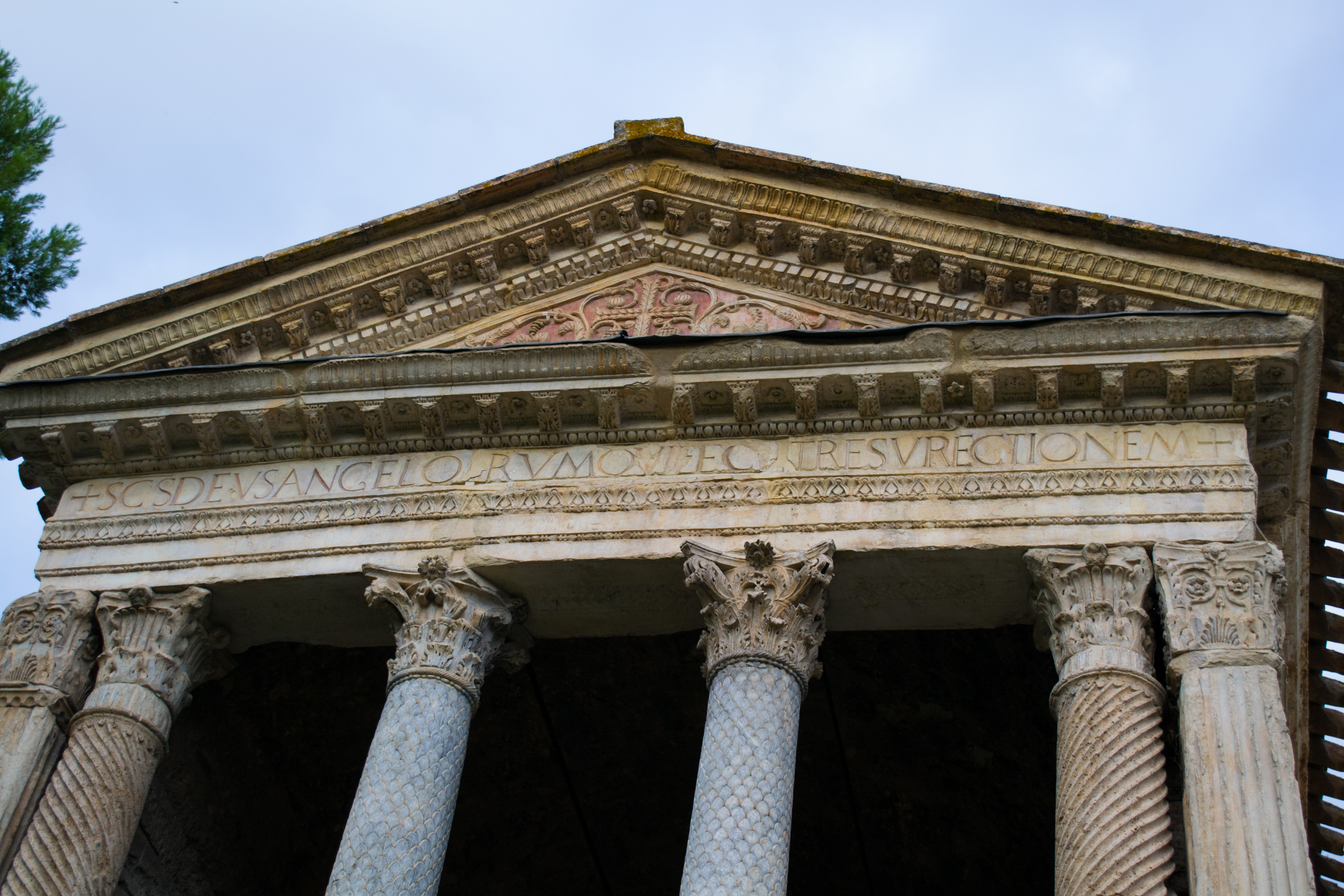
Łaciński napis dedykacyjny
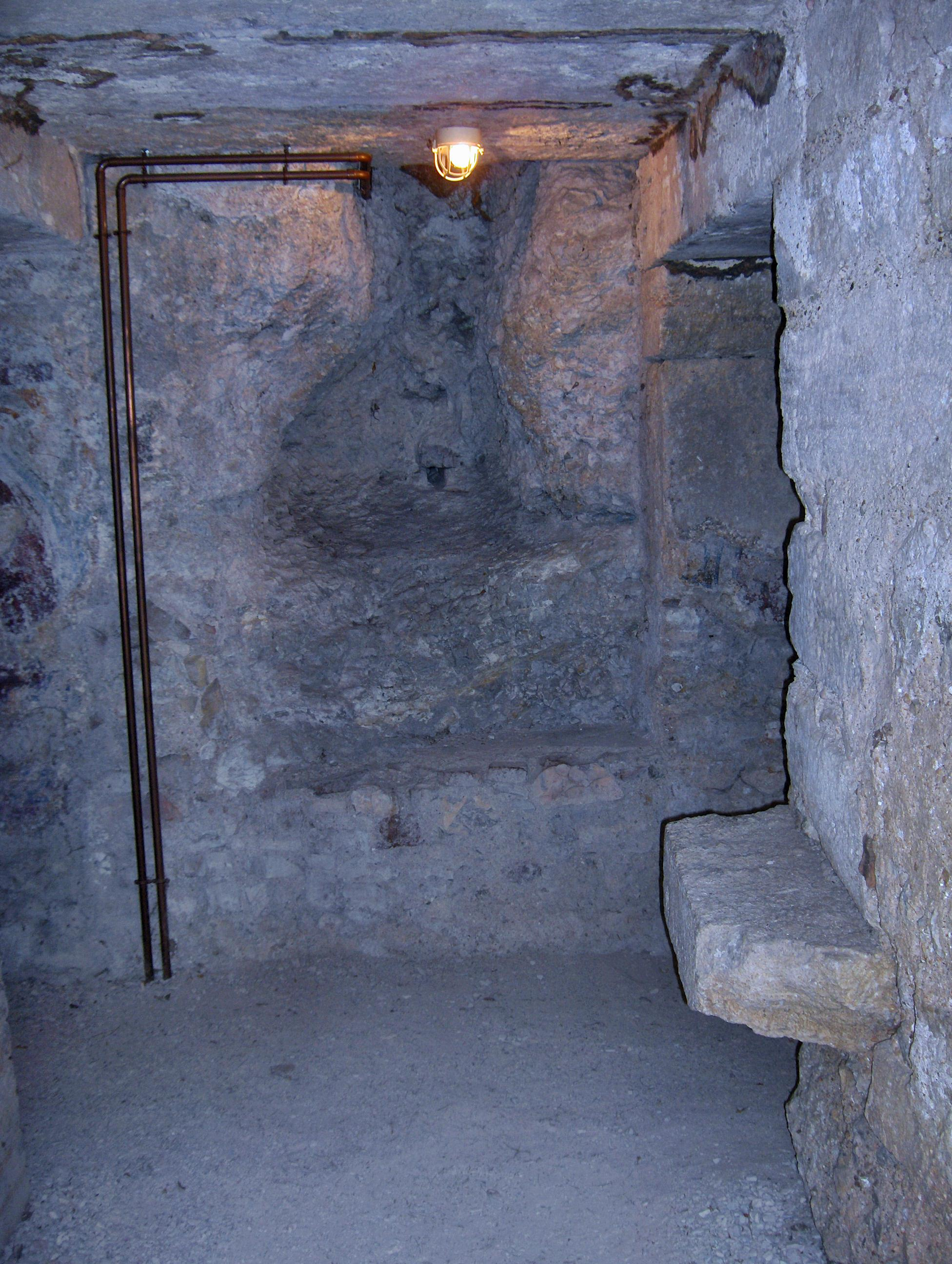
Ślady fresku z VIII wieku
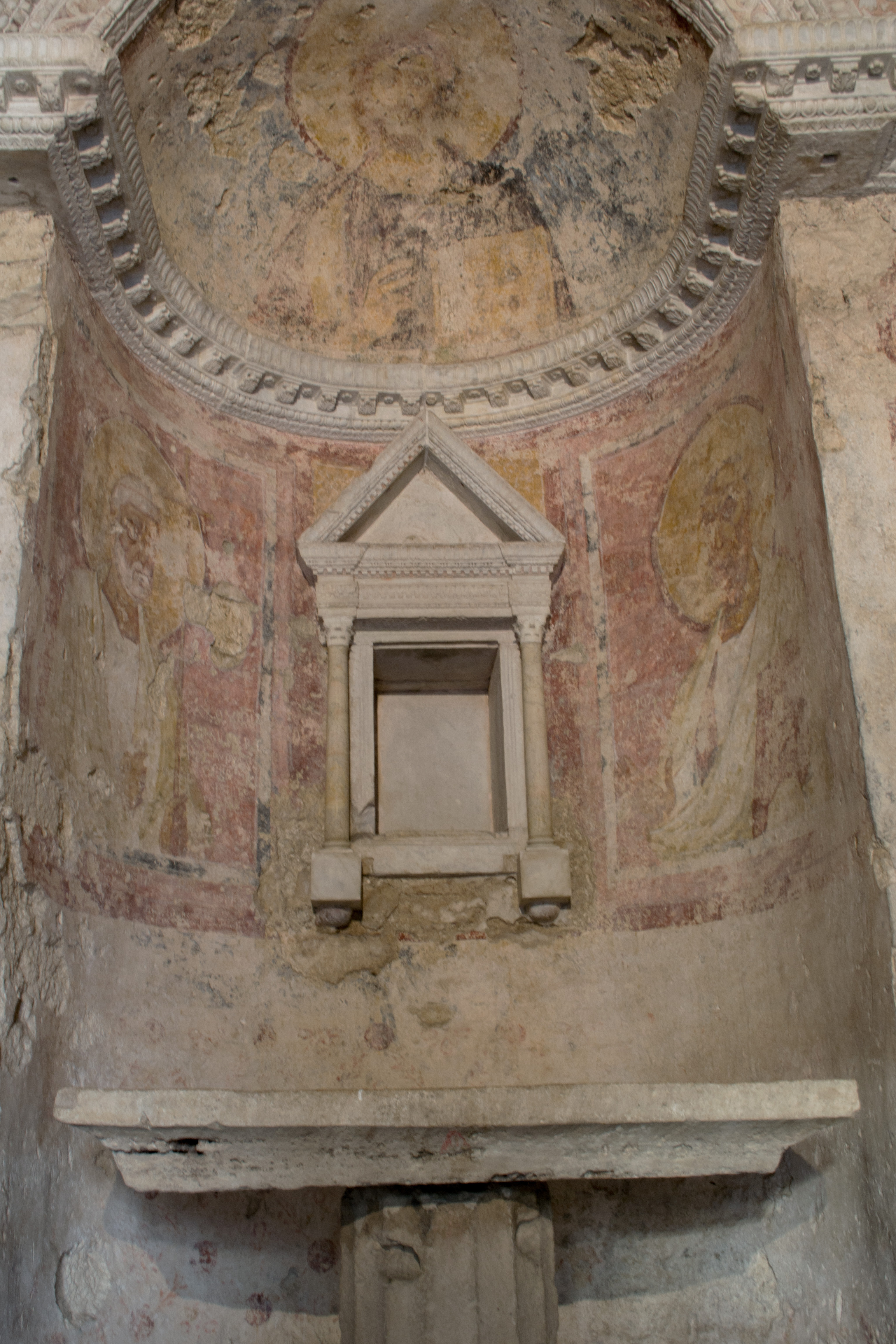
Absyda